# جان براون (بازیکن فوتبال، زاده ۱۹۲۱)
جان براون (انگلیسی: John Brown; ۲۳ مارس ۱۹۲۱ – ۱۰ ژانویهٔ ۱۹۸۹) بازیکن فوتبال اهل بریتانیا بود.
از باشگاه‌هایی که در آن بازی کرده‌است می‌توان به باشگاه فوتبال یورک سیتی اشاره کرد.